# 하시마섬

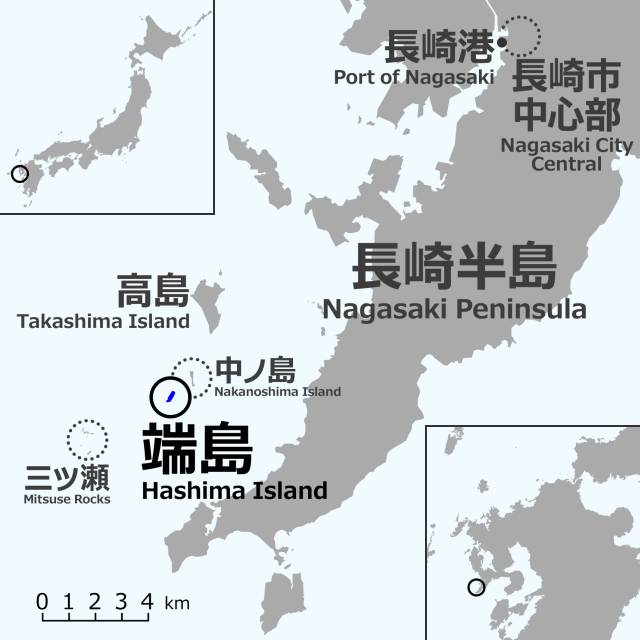
하시마섬 위치

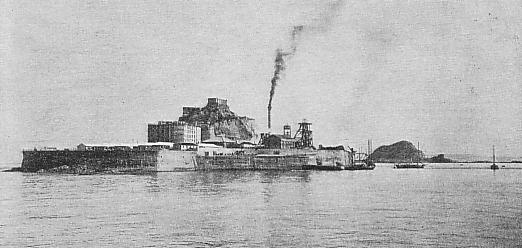
1930년경, 하시마섬

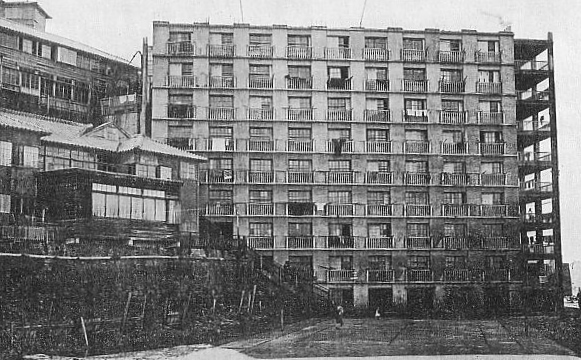
1930년경, 하시마섬의 아파트

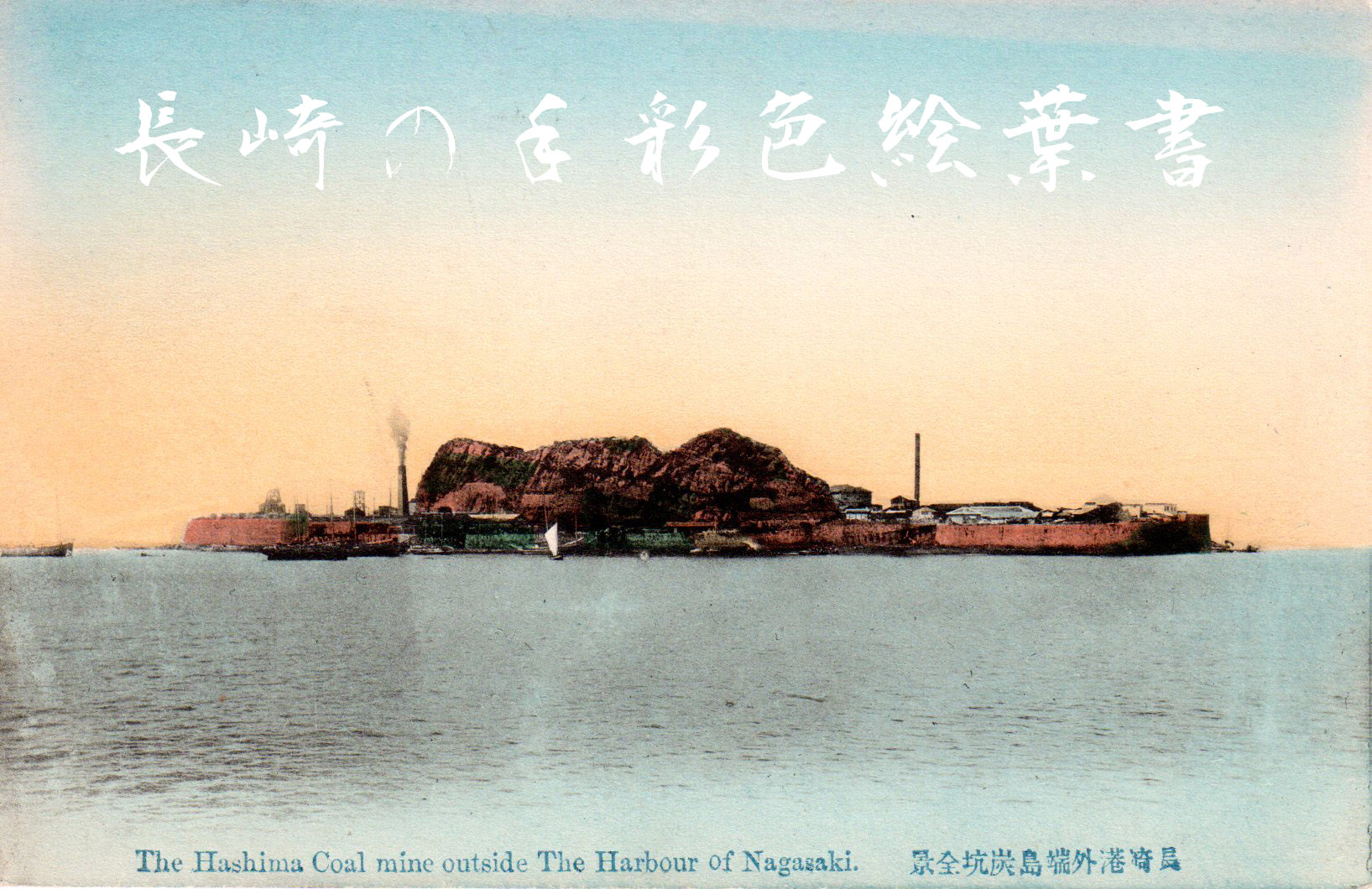
메이지 시대 당시의 하시마섬 모습을 담은 엽서

하시마섬(端島)은 일본 나가사키현 나가사키시에 있는 무인도이다. 섬의 모습이 마치 군함과 비슷하게 생겼기 때문에 군함도(軍艦島, 군칸지마)라고도 불린다.
1800년경에 미쓰비시가 섬 전체를 사들였다. 1940년에  조선인을 강제 징용하여 석탄 노동을 시킨 곳이고 많은 조선인들이 희생되었음에도 불구하고 일본은 자신들의 근대화 상징으로만 명시할뿐 이와 같은 일제강점기 시기 만행을 숨기려 하고 있다. 또한 1960년대까지 탄광 도시로서 많은 사람들이 거주하고 있었지만, 석유 때문에 석탄이 도태되면서 폐산되었다. 폐산 이후 주민들이 이주하였으며, 섬에는 당시의 건물들이 그대로 남아 있었다. 일본은 2015년 유네스코 세계유산에 등재 신청을 하였으나, 한국의 반대로 지정에 난항을 겪었다. 그후 강제 징용에 대해 명시를 하겠다는 조건을 통해 간신히 등재하였으나, 직후 태도를 바꾸어 강제 노동의 사실을 언급하지 않고 있다. 유네스코 위원회는 2021년 7월 22일(현지시간)에 일본이 지금까지 강제징용에 대한 사실을 부정한 사실에 대한 지적 결정문을 채택하였다. 이곳은 또한 CNN에서 선정한 '세계 7대 소름 돋는 장소' 중 하나이다.

## 지리
나가사키 항으로부터 남서쪽 해상 약 18.5km의 위치에 있다. 일본 최초로 현대식 콘크리트 건물이 들어섰다. 옛 다카시마 정의 중심으로 탄광으로 번영했던 다카시마로부터는 남서쪽으로 약 2.5킬로미터의 거리로, 나가사키반도로부터는 약 4.5킬로미터 떨어져있다. 하시마섬과 다카시마 사이에는 나카노시마(中ノ島)라는 작은 무인도가 있고, 이곳에도 탄광이 건설되었지만 수 년 후 폐광되어 섬은 하시마의 주민이 공원이나 화장장, 장지로 사용하였다. 그 외 하시마섬의 남서쪽에는 미츠세(三ツ瀬)라는 암초가 있어서, 하시마 탄광에서 궤도를 늘려서 그 구역의 해저 탄광에서도 채광을 행했다.
하시마섬은 본래 현재의 3분의 1 정도의 면적밖에 안 되는 작은 여울이었다. 그 작은 여울과 주위의 암초, 사주를 1897년(메이지 30년)에서 1931년(쇼와 6년)에 걸쳐 행해진 6회의 매립 공사를 통해 확장한 것이 현재의 하시마섬이다. 크기는 남북으로 약 480 미터, 동서로 약 160 미터로, 면적은 약 6.3 헥타르, 해안선의 전체 길이는 약 1200 미터이다. 남북으로 가늘고 길며, 해안선은 직선적으로 섬 전체가 호안 제방으로 둘러싸여 있다. 섬 중앙부에는 매립 전의 암산이 남북에 걸쳐 있으며, 그 서측과 북측 및 산정에는 주택 등의 생활에 관한 시설이, 동측과 북측에는 탄광에 관한 시설이 있었다.
하시마섬을 무대로 한 1949년(쇼와 24년)작 영화 미도리나키시마(緑なき島)의 제목에서도 볼 수 있듯이 이 섬에는 식물이 극히 적어서, 주민은 본토로부터 토사를 옮겨와 옥상 정원을 짓고 가정에도 선인장을 시작으로 관엽식물을 두는 경우가 많았다. 폐광 후의 조사에 따르면 이십여 항목의 식물이 확인되어 있는데, 특히 왕모시풀(쐐기풀과), 갯기름나물(미나리과), Boehmeria holosericea(벼과) 세 종류가 하시마섬의 주된 식물로 거론되어 있다.

### 행정구역의 변화
에도 시대에는 막부령인 소노기 군 다카하마 촌에 속해 있었다. 그러나 경계에 대한 논쟁이 있어서, 1773년(안에이 2년), '막부령, 사가령 모두 하시마에 간섭하지 않는다'라고 결정되었다. 1889년 4월 1일 정촌제 시행에 따라 니시소노기군 다카하마 촌 하시마 명이 된다. 1955년 4월 1일 다카하마 촌이 노모 촌, 와키미사키 촌, 가바시마 촌과 합병되어 노모자키 정(현재의 나가사키시)가 성립했을 때, 하시마섬은 다카하마 촌에서 분리되어 다카시마 촌에 편입되었다. 2005년 1월 4일 다카시마 촌이 나가사키시에 편입되어, 현재의 행정구역은 나가사키시 다카시마 촌 하시마가 되었다.

## 역사

### 19세기까지
19세기에 석탄의 존재가 확인됐고 1890년부터 미쓰비시재벌의 소유가 되었다. 석탄을 채굴하려고 주위를 매립했고 다이쇼 시대 이후는 철근 콘크리트 구조 주택이 건설됐다. 해상에서 본 실루엣이 마치 일본제국 해군의 전함을 닮아 군칸지마로 불려 왔다.

### 20세기
1916년에는 일본 제국에서 최초로 철근 콘크리트조의 집합 주택 30호 동이 건설됐다. 5년 후인 1921년에 나가사키 신문도 당시 미쓰비시중공업 나가사키조선소에서 건조 중이었던 일본제국 해군의 전함과 비슷하다는 의미로 군칸지마라고 불렀기에 군칸지마라는 통칭은 다이쇼 시대 무렵부터 사용된 듯하나 이 무렵에는 아직 철근 콘크리트조 고층 아파트는 적었고 대부분은 목조 단층집이나 이층집이었다.
태평양전쟁 이후 군간지마는, 국무총리 산하 기관인 對日항쟁期강제동원피해조사및국외강제동원희생자等지원위원회의 「사망 기록을 통해 본 端島 탄광 강제 동원 조선인 사망자 피해 실태 기초 조사」(2012)를 보면, 추정하건대 1943년에서 1945년까지 조선인 연인원 약 500명에서 800명이 이곳에 징용되어 노역에 동원됐다.
1925년부터 1945년까지 일본인 1162명, 한국인 122명, 중국인 15명이 화장된 기록이 남아있다.
인구가 전성기를 맞았던 1960년에는 5,267명이 하시마에 거주하여, 인구 밀도는 제곱 킬로미터당 83,600명으로 도쿄 23구의 9배 이상에 달했다. 탄광 시설, 주택, 초중학교, 점포, 병원, 사원, 영화관, 이발소, 미용실, 사교장 등이 있어 섬 안은 완벽한 도시 기능을 구비했으나 화장장, 장지, 충분한 넓이와 시설이 있는 공원은 하시마 안에 없어서 하시마와 다카시마 사이에 있는 나카노시마에 건설되었다.
1960년 이후에는 주요 에너지가 석탄에서 석유로 바뀌어감에 따라 쇠퇴해 갔다. 1965년에 미츠세 구역의 신광이 개발돼 일시 회복되는 듯 했지만, 1970년대 이후 에너지 정책에 영향받아 1974년 1월 15일 폐산했다. 폐산 시에는 약 2,000명까지 줄었던 주민은 4월 20일까지 모두 섬을 떠나, 하시마는 무인도가 되었다. 다카시마 광업소의 잔무 정리를 위시한 탄광 관련 시설을 해체하는 작업은 1974년 말까지 이어졌다.

### 현황
근화 유산으로서, 다이쇼 시대에서 쇼와 시대까지 집합 주택의 잔존물로서도 주목받는다. 폐허 붐의 일환으로서도 수례 화제에 오른다. 현재는 무인화에 따라 건물의 붕괴가 진행된다. 외벽의 붕괴 개소를 대상으로 해서는 일부 콘크리트로 수복이 진행된다.
섬은 미쓰비시 마테리얼이 소유했지만, 2001년, 일본 연호로는 헤세이 13년에 다카시마정에 무상으로 양도돼 현재는 나가사키시의 소유지가 되었다. 건물의 노후화와 폐허화에 따라 위험한 곳이 많아서 섬 안으로의 출입은 오랫동안 금지되었다. 2005년, 일본 연호로는 헤세이 17년 8월 23일, 보도 관계자에 한해 특별히 상륙이 허가돼 황폐화가 진행되는 섬 안 각소의 모습이 각 매체에 소개되었다. 섬 안의 건축물은 아직 정비되지 않은 곳이 많지만 어느 정도는 한전면에서의 문제가 해결돼 2008년, 일본 연호로는 헤세이 20년 나가사키시에서 '나가사키시 하시마 견학 시설 조례'와 '하시마에의 출입의 제한에 관한 조례'가 성립됐다. 이로써 섬의 남부에 정비된 견학 통로에 한해 2009년, 일본 연호려는 헤세이 21년 4월 22일부터 관광객의 상륙과 견학이 가능해졌다. 이후 1개월간 4,601여 명, 1년간 59,000여 명이 상륙했다.
일부에서 세계유산 등록 운동이 진행돼 2006년, 일본 연호로는 헤세이 18년 8월에는 일본 경제산업성이 하시마를 포함한 메이지 시대의 산업 시설을 지역 관광 자원으로 사용하려고 세계유산 등록을 지지하기로 결정했다. 2008년, 일본 연호로는 헤세이 20년 9월 '큐슈, 야마구치의 근대화 산업 유산군'의 일부로서 세계유산 잠정 목록에 추가 기재가 확정됐고 2009년, 일본 연호로는 헤세이 21년 1월 기재됐으며 2015년, 일본 연호로는 헤세이 27년 6월에 정식으로 세계유산으로 등재됐다.

## 교통편

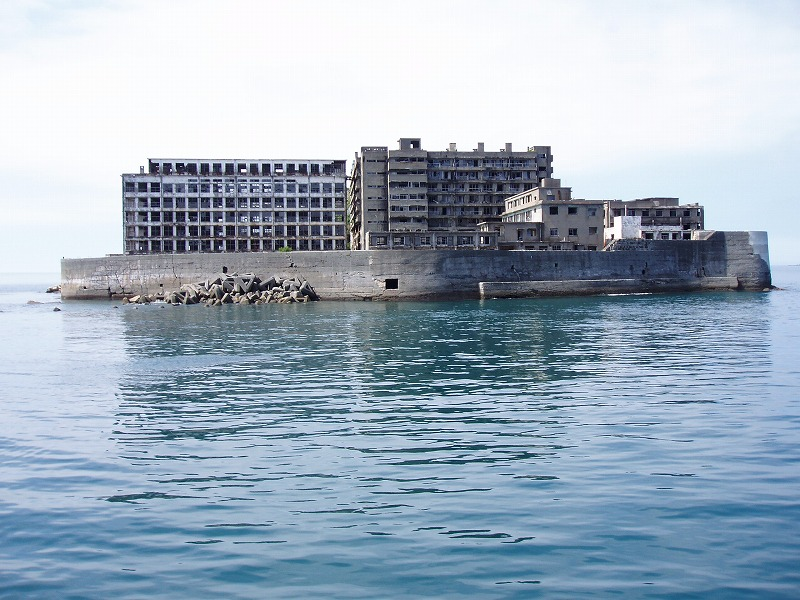
가까이에서 바라본 풍경

섬 안에는 비행장 등이 없기 때문에, 하시마섬으로의 교통기관은 현재도 선박밖에 없다. 1962년까지는 미쓰비시 그룹가 사선을 운행하였고, 노모상선이 나가사키항으로부터 이오지마정, 다카시마 등을 경유하여 하시마섬에 이르는 항로를 운행했다. 1970년에는 1일 12회 왕복, 나가사키까지의 소요 시간은 50분이었다.
이들 항로는 섬이 무인도가 됨에 따라 폐지되어 현존하지 않지만, 폐허나 근대화 유산으로서의 하시마섬이 주목되기 시작함에 따라 섬 주위를 순환하는 유람선이 나가사키 항 등으로부터 운항되게 되었다. 상륙은 금지되어 있었지만 상륙을 시도하는 경우도 많았는데, 그 경우 수상 택시 등이 이용되었다.
나가사키시의 '나가사키시 하시마 견학 시설 조례'와와 '하시마로의 출입의 제한에 관한 조례'에 따라, 견학 가능 지역은 일부에 제한되지만 2009년 4월 22일부터 관광객이 상륙, 견학할 수 있게 되었다. 여행 회사나 해운 회사가 상륙 투어를 진행하고 있다. 야마사해운이나 다카시마해상교통의 상륙 투어(나가사키 항 → 하시마 → 나가사키 항)의 경우, 요금은 나가사키시에 지불하는 시설 이용료를 포함 성인 4,300엔이다.

## 방송
- MBC TV: 《무한도전》

## 사진

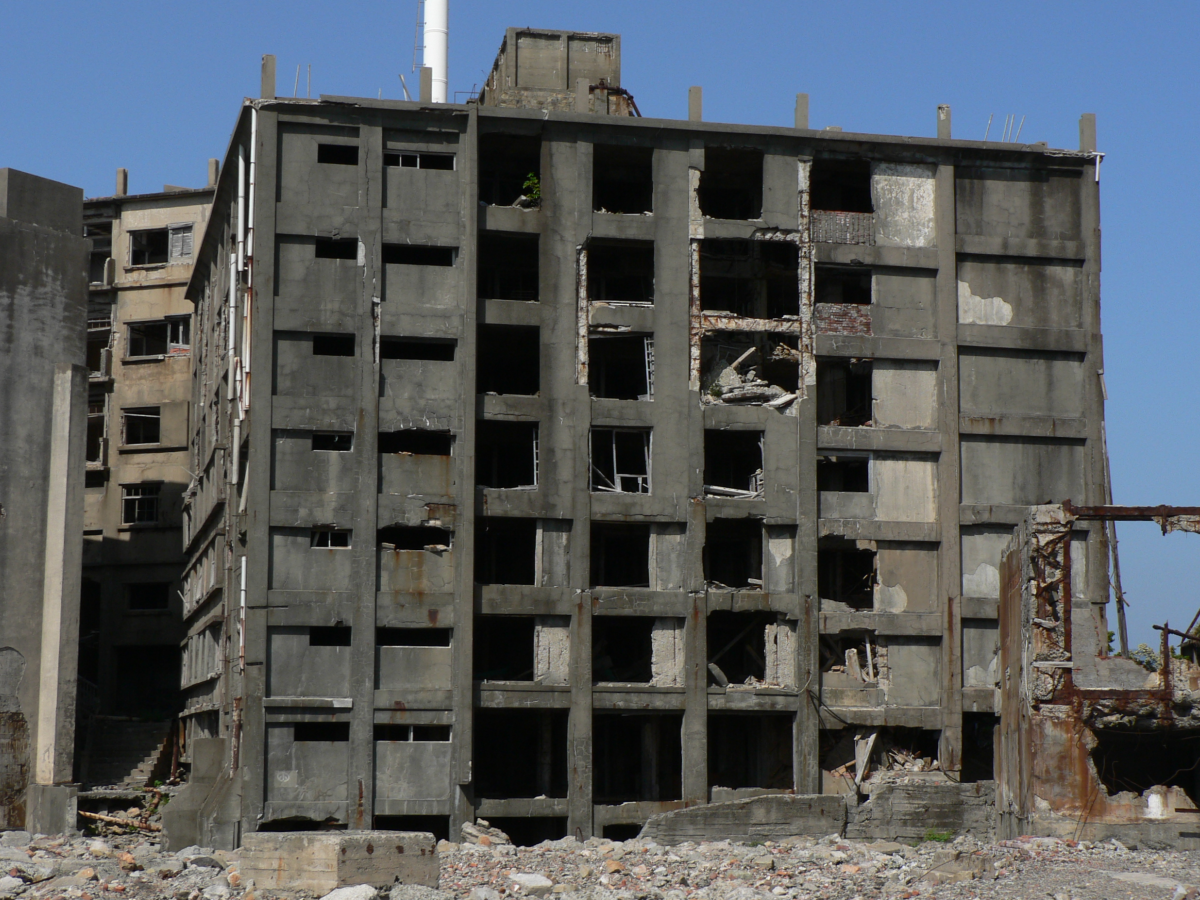
일본 최초의 RC조 아파트로, 하시마 섬 30호동. 1916년에 4층으로 건설 된 후 곧 7층으로 증축. 일부 지하실도 있었다.
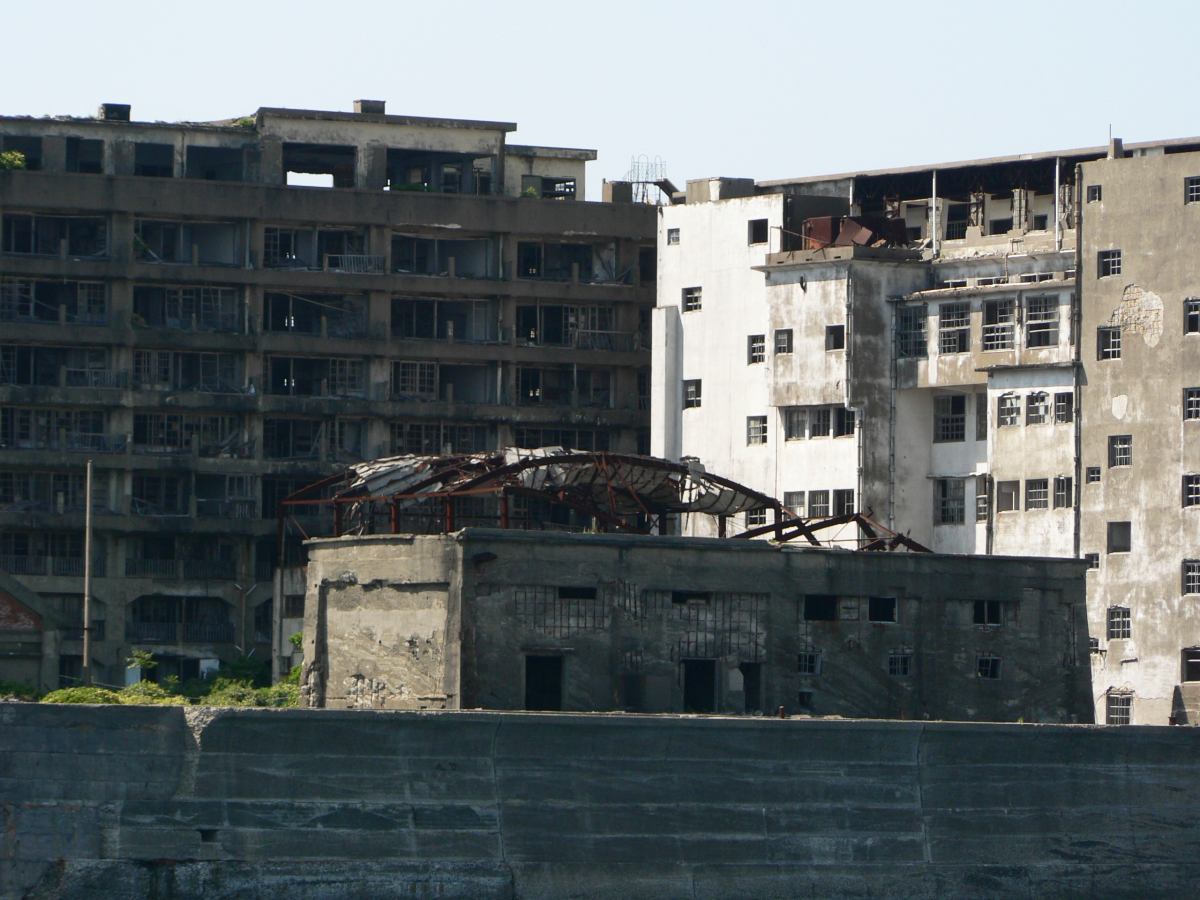
왼쪽은 65호동 (광부사택, 옥상유치원), 오른쪽이 70호동 (하시마 초등학교, 중학교), 앞은 자재 창고.
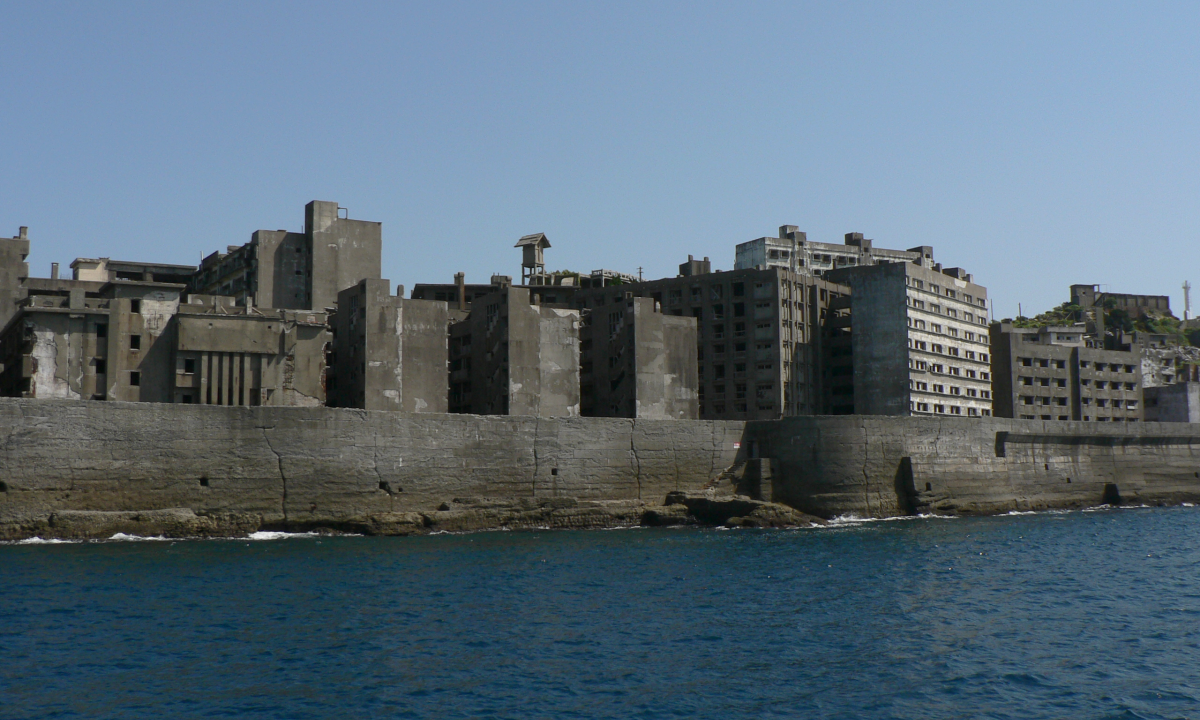
앞 오른쪽에서 51호동, 16호동, 59호동, 60호동, 61호동 (모두 광부 사택), 66호동 (광부 합숙), 오른쪽 안쪽은 2호동 (직원 사택), 중앙 안쪽은 하시마 신사 (신사만 현존), 왼쪽 안쪽은 65호동 (광부사택 옥상유치원)
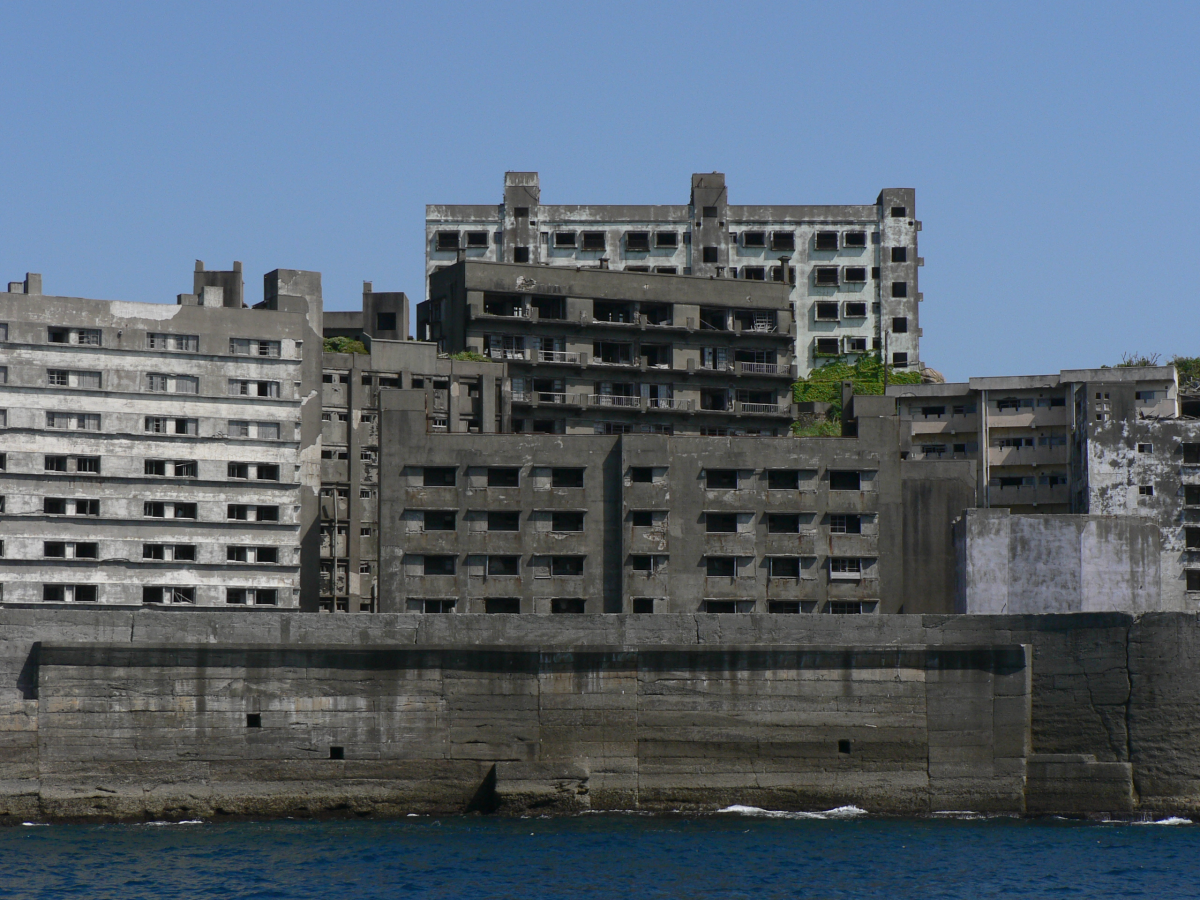
중앙은 앞에서 48 호동, 14호동, 3호동, 왼쪽은 51호동, 오른쪽은 앞에서 39호동, 13호동.
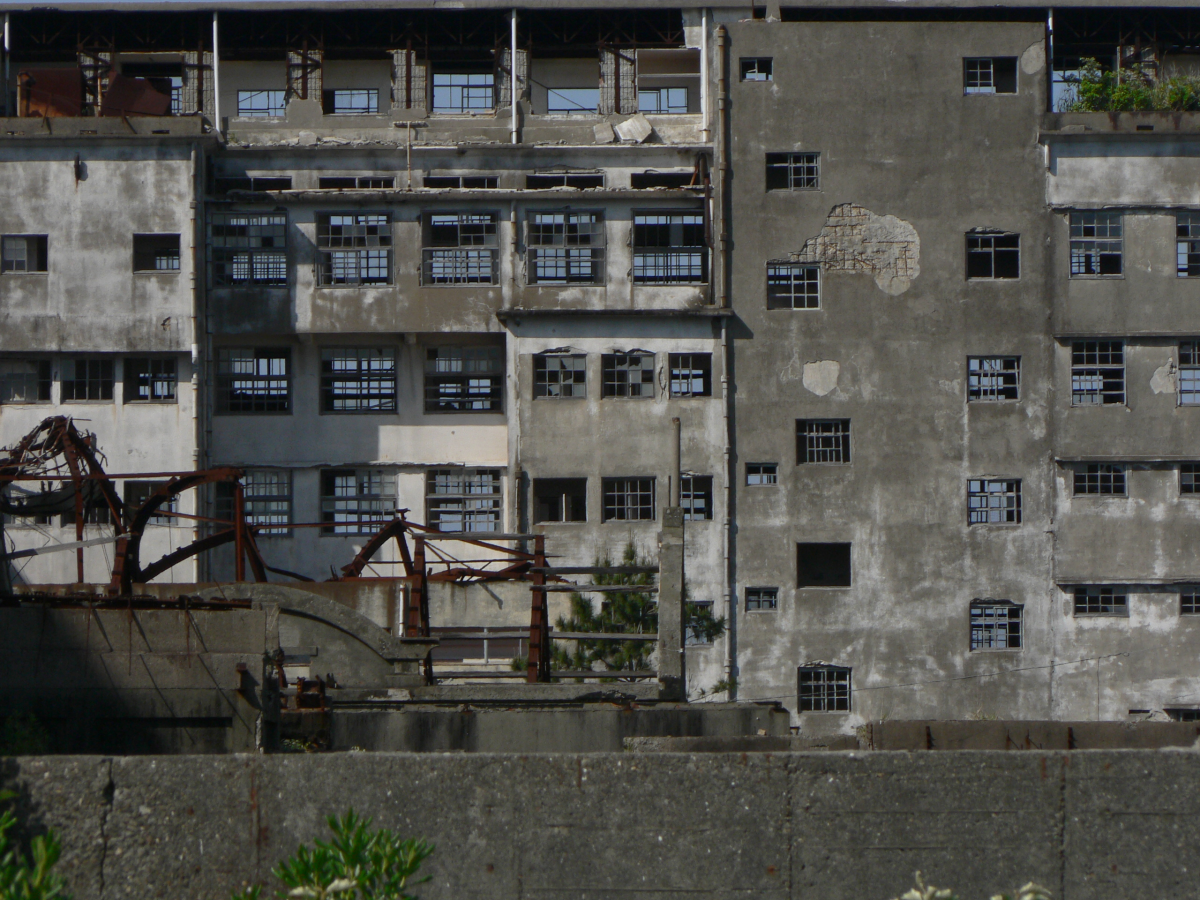
하시마 초등학교, 중학교 (70호동, 7층)
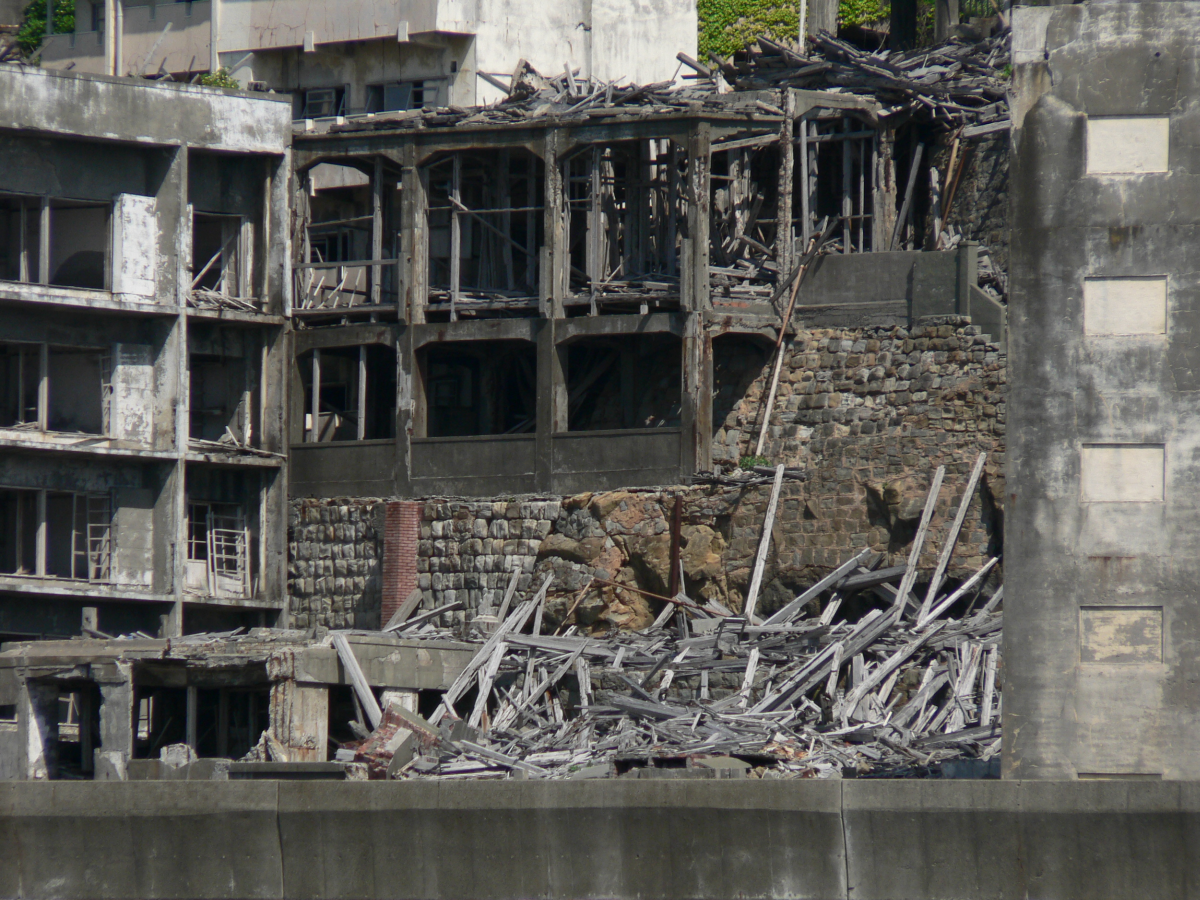
무너진 50호동 (영화 "쇼와관")와 23호동 (1층 사택 / 2층 천복사) 주변
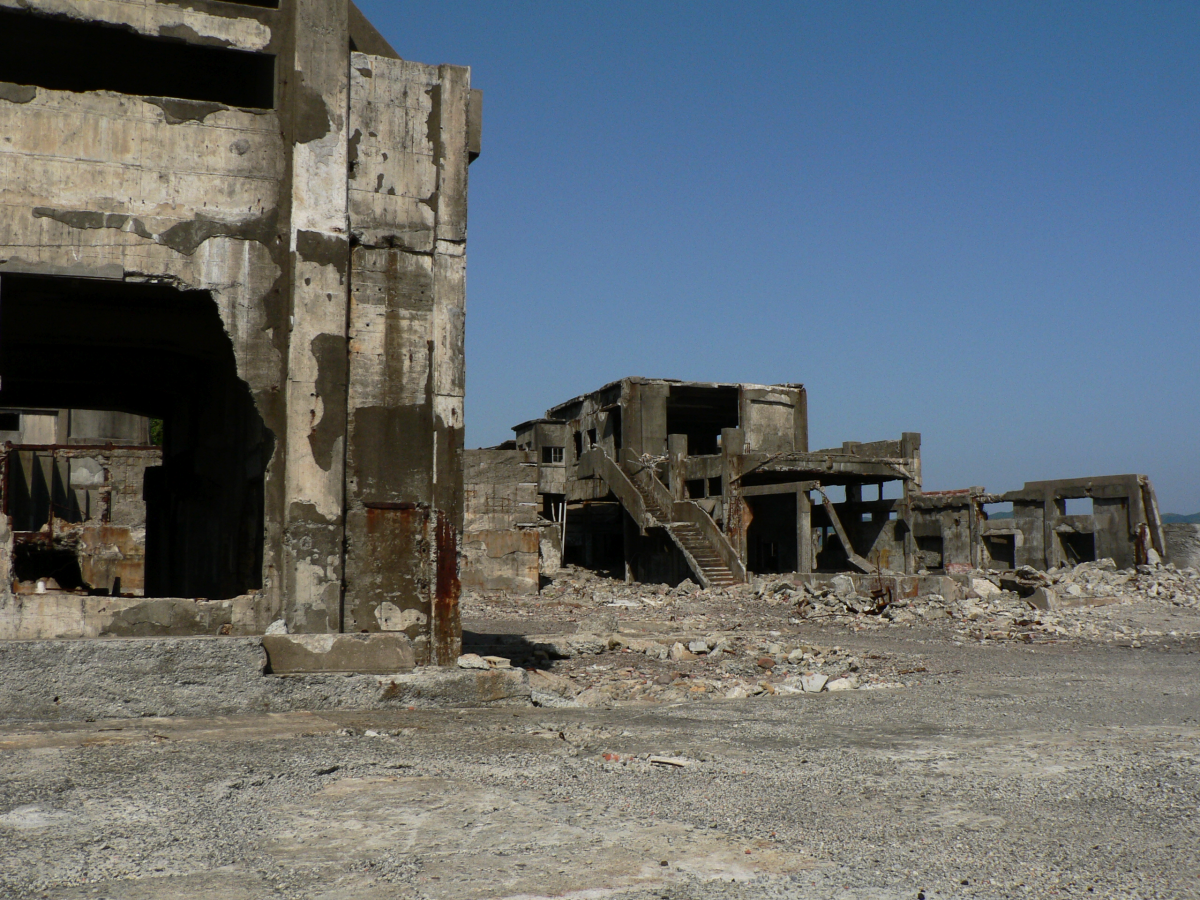
탄광시설
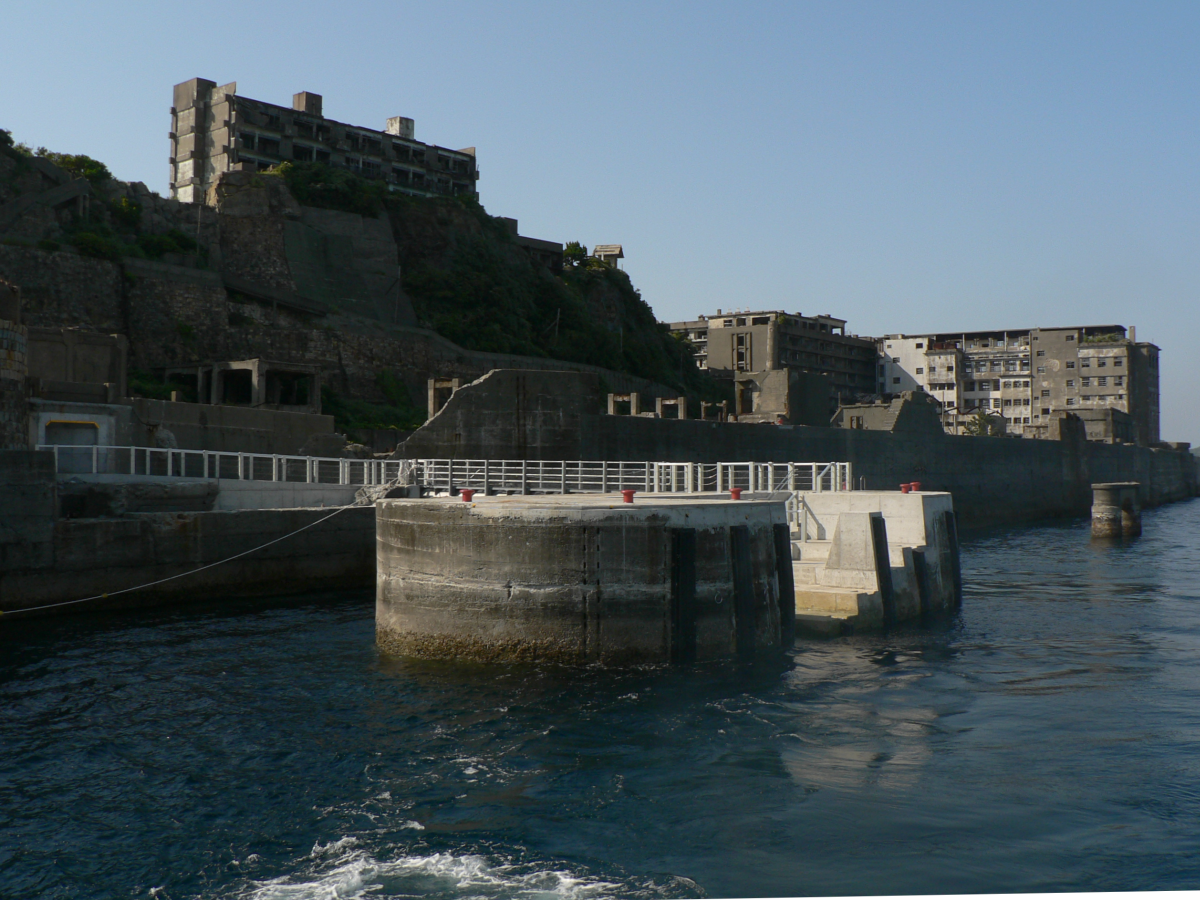
하시마섬 제3호 돌핀 부두 (1962년 완성), 제1호는 1954년에 완성했지만 2년후 태풍으로 유실. 1958년에 완성된 제2호에도 이듬해 태풍으로 파괴되었다.
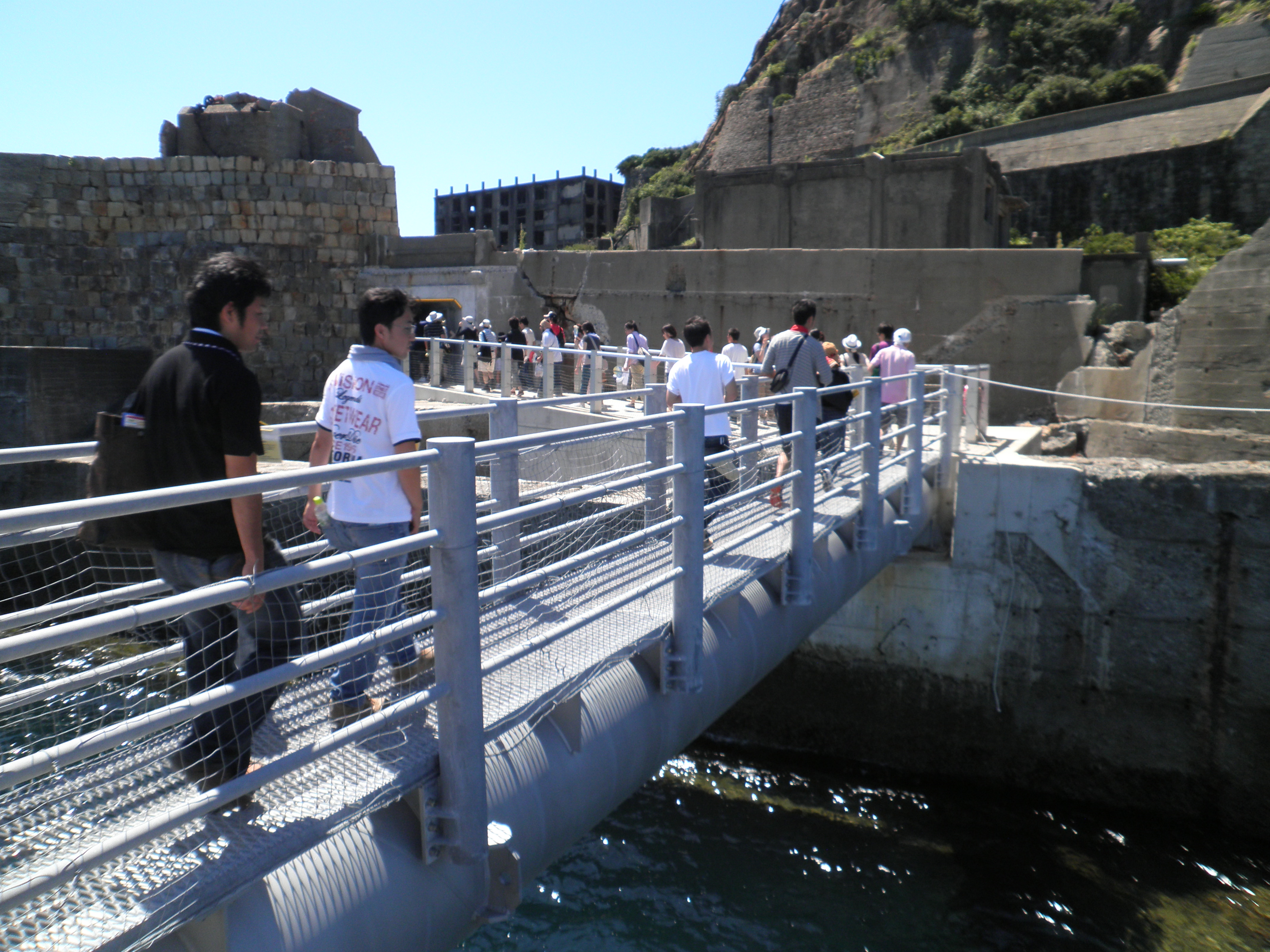
2010년 8월, 섬을 관광

## 같이 보기
- 다카시마 (나가사키현) - 나가사키현 나가사키시에 있는 섬
- 구룡채성(홍콩)
- 시밤 (예멘)
- 콘피난사 금융센터(베네수엘라)
- 미쓰비시 그룹
- 군함도 (영화)
- 류경호텔